# Federation of European National Statistical Societies
Die Föderation der europäischen nationalen statistischen Gesellschaften (FENStatS) ist der Dachverband der nationalen statistischen Gesellschaften in Europa. Der Verband verbreitet technische und wissenschaftliche Informationen unter seinen Mitgliedsgesellschaften und fördert deren Zusammenarbeit.

## Geschichte
FENStatS wurde im Jahr 2011 von zehn Gründungsmitgliedern gegründet. Erklärtes Ziel von FENStatS ist es, „die Kommunikation, Kooperation und Forschungstätigkeit der Statistiker in Europa zu fördern und die Beziehungen der Statistik zur Gesellschaft und den europäischen Institutionen zu vertiefen. Sie setzt sich insbesondere für die Verbreitung der statistischen Bildung in Europa ein“.

## Struktur
Der Sitz von FENStatS befindet sich in Luxemburg.
Das wichtigste Leitungsorgan von FENStatS ist der Rat, dem der Präsident vorsteht. Die Generalversammlung ist das höchste Organ von FENStatS. Sie beschließt über die ihr vom Exekutivausschuss vorgelegten Vorschläge.

## Aktivitäten
Wichtige Aktivitäten von FENStatS sind:
- Organisation von Sitzungen und Konferenzen
- Beteiligung an der Weiterentwicklung des amtlichen statistischen Programms der Europäischen Union (EU)
- Organisation von Weiterbildungs-Kursen über neue statistische Methoden
- Akkreditierung von Statistikern[5]

## Mitglieder
FENStatS vereinigt derzeit 26 Mitgliedsgesellschaften.

### Europäische Nationale Statistik-Gesellschaften
- Österreich: Österreichische Statistische Gesellschaft (ÖSG)
- Belgien: Société Belge de Statistique / Belgische Vereniging voor Statistiek (SBS-BVS)
- Dänemark: Dansk Statistisk Selskab (DSTS)
- Deutschland: Deutsche Statistische Gesellschaft (DStatG)
- Finnland: Suomen Tilastoseura (FSS)
- Frankreich: Société Française de Statistique (SFdS)
- Griechenland: Ελληνικό Στατιστικό Ινστιτούτο (GSI)
- Großbritannien: Royal Statistical Society (RSS)
- Irland: Irish Statistical Association (ISA)
- Italien: Società Italiana di Statistica (SIS)
- Kroatien: Hrvatsko Statističko Drušstvo (CSA)
- Lettland: Latvijas Statistiķu Asociācija (ALS)
- Luxemburg: Luxembourg Statistical Society (LSS)
- Niederlande: Vereniging voor Statistiek en Operations Research (VvS+OR)
- Norwegen: Norsk Statistisk Forening (NSF)
- Polen: Polskie Towarzystwo Statystyczne (PSA)
- Portugal: Sociedade Portuguesa de Estatística (SPE)
- Rumänien: Societatea Romana de Statistica (ROSS)
- Schweden: Svenska statistikfrämjandet (SSFr)
- Schweiz: Schweizerische Gesellschaft für Statistik / Société Suisse de Statistique / Società Svizzera di Statistica//Societad Svizra da Statistica (SGS-SSS)
- Slowakische Republik: Slovenská štatistická a demografická spoločnosť (SŠDS)
- Slowenien: Statistično društvo Slovenije (SSS)
- Spanien: Sociedad Española de Bioestadística (SEB)
- Spanien: Sociedad de Estadística e Investigación Operativa (SEIO)
- Tschechische Republik: Česká statistická společnost (CStS)
- Ungarn: Magyar Statisztikai Tarsasag (HSA)
- Zypern: ΚΥΠΡΙΑΚΗ ΣΤΑΤΙΣΤΙΚΗ ΕΤΑΙΡΕΙΑ (CSS)

### Korporative Mitglieder
- Europäische Zentralbank (ECB)